# Khalifa Jabbie
Khalifa Jabbie (* 20. Januar 1993 in Freetown) ist ein sierra-leonischer Fußballspieler.

## Karriere

### Verein
Jabbie begann seine Profikarriere 2009 beim sierra-leonischen Verein FC Kallon. 2011 wechselte er das erste Mal ins Ausland und heuerte beim norwegischen Verein Fredrikstad FK an. Nachdem er dreieinhalb Jahren für die Norweger aktiv gewesen war, wechselte er zur Rückrunde der Saison 2013/14 zum türkischen Zweitligisten Balıkesirspor. Mit diesem Klub wurde er am Saisonende 2013/14 Vizemeister der TFF 1. Lig und stieg in die Süper Lig auf. Nachdem er noch die Saison 2014/15 bei diesem Klub verbracht hatte, wechselte er im Sommer moldawischen Klub Sheriff Tiraspol. Zur Saison 2018/19 folgte der Wechsel zu Racing Beirut in den Libanon und seit dem Sommer 2019 ist Jabbie nur noch im englischen Amateurbereich aktiv.

### Nationalmannschaft
Jabbie war von 2011 bis 2017 für die Sierra-leonische Nationalmannschaft aktiv und erzielte in 15 Partien zwei Treffer.

## Erfolge
- Moldawischer Meister: 2016
- Moldawischer Pokalsieger: 2017